# Zheng Pengfei
Dans ce nom chinois, le nom de famille, Zheng, précède le nom personnel.
Zheng Pengfei (en chinois : 郑鹏飞), né le 7 avril 1993 dans le district de Shunde, est un céiste chinois. Il remporte l'argent olympique en C2 - 1000 m à Tokyo en 2021.

## Carrière sportive
Zheng participe plusieurs fois aux championnats asiatiques où il est plusieurs fois médaillé ; il est notamment médaille d'argent aux Jeux asiatiques d'Incheon en 2014 en C2-1000 avec Wang Riwei.
Lors des Championnats du monde de course en ligne de 2019, il finit septième de la finale en C1 1000m.
En 2021, il participe aux Jeux olympiques d'été de Tokyo en individuel où il est battu dès son entrée en compétition avec une troisième place en série ; il fait aussi équipe avec Liu Hao en canoë biplace et à plus de réussite avec une deuxième place en finale du 1000m, battu de deux dixièmes par la paire cubaine Jorge/Torres.

## Palmarès

### Jeux olympiques
- médaille d'argent en C2 - 1000 m aux Jeux olympiques d'été de 2020 à Tokyo

### Jeux asiatiques
- médaille d'argent en C1 - 1000 m aux Jeux asiatiques de 2014 à Incheon